# Marathon van Houston 2004
De marathon van Houston 2004 vond plaats op zondag 18 januari 2004. Het was de 32e editie van deze marathon. De hoofdsponsor van het evenement was HP.
De marathon werd bij de mannen gewonnen door de Pool Marek Jaroszewski in 2:18.51. Hij had 39 seconden voorsprong op de Australiër Kim Gillard. Bij de vrouwen won de Mexicaanse Margarita Tapia met groot overwicht de wedstrijd in 2:28.36.
In totaal finishten 5353 lopers de wedstrijd, waarvan 3533 mannen en 1820 vrouwen.

## Uitslagen

### Mannen
| rang   | naam                 | land | tijd    |
| ------ | -------------------- | ---- | ------- |
| Goud   | Marek Jaroszewski    | POL  | 2:18.51 |
| Zilver | Kim Gillard          | USA  | 2:19.30 |
| Brons  | Sean Wade            | USA  | 2:22.26 |
| 4      | Aleksandr Belavin    | RUS  | 2:22.50 |
| 5      | Retta Feyissa        | USA  | 2:23.53 |
| 6      | Gennady Temnikov     | USA  | 2:24.40 |
| 7      | Christopher Koech    | USA  | 2:26.49 |
| 8      | Gannon White         | USA  | 2:28.25 |
| 9      | Sergio Jimenez       | MEX  | 2:29.47 |
| 10     | Joshua Urban         | USA  | 2:32.40 |
| 11     | David Terris         | USA  | 2:35.39 |
| 12     | Gabriel Lucido       | USA  | 2:36.04 |
| 13     | Michael Defee        | USA  | 2:36.19 |
| 14     | Thomas Dever         | USA  | 2:36.38 |
| 15     | Brett Riley          | USA  | 2:36.41 |
| 16     | Kris Warszawski      | USA  | 2:39.39 |
| 17     | Joe Flores           | USA  | 2:39.54 |
| 18     | Christopher Ciamarra | USA  | 2:40.26 |
| 19     | Ruben Hinojosa       | USA  | 2:40.36 |
| 20     | John Yoder           | USA  | 2:42.20 |
| 21     | Brian Bortell        | USA  | 2:42.36 |
| 22     | Mike Crawford        | USA  | 2:42.59 |
| 23     | Abel Zavala          | USA  | 2:43.53 |
| 24     | Matt Mccurdy         | USA  | 2:44.14 |
| 25     | Daniel Hay           | USA  | 2:44.20 |

### Vrouwen
| rang   | naam               | land | tijd    |
| ------ | ------------------ | ---- | ------- |
| Goud   | Margarita Tapia    | MEX  | 2:28.36 |
| Zilver | Nicole Stevenson   | CAN  | 2:33.37 |
| Brons  | Shelly Larson      | USA  | 2:44.40 |
| 4      | Alena Vinitskaya   | BLR  | 2:45.29 |
| 5      | Melissa Gacek      | USA  | 2:45.55 |
| 6      | Magdalini Karimali | GRE  | 2:46.33 |
| 7      | Kimberly Hager     | USA  | 2:47.30 |
| 8      | Stacey Chaston     | USA  | 2:48.43 |
| 9      | Patty Rogers       | USA  | 2:51.57 |
| 10     | Mary Chute         | USA  | 2:53.52 |
| 11     | Gloria Iverson     | USA  | 2:54.01 |
| 12     | Denise Knickman    | USA  | 2:54.49 |
| 13     | Wendy Hall         | USA  | 2:55.33 |
| 14     | Stephanie Jones    | USA  | 2:56.22 |
| 15     | Sarah Wheeler      | USA  | 3:03.31 |
| 16     | Dorothy Gach       | USA  | 3:05.01 |
| 17     | Susan Walters      | USA  | 3:05.31 |
| 18     | Meghan Macardy     | USA  | 3:05.49 |
| 19     | Caroline Burum     | USA  | 3:07.11 |
| 20     | Sheila Carmody     | USA  | 3:08.13 |
| 21     | Kristen Foxley     | USA  | 3:08.16 |
| 22     | Barbara Stoll      | GER  | 3:08.20 |
| 23     | Diana Hirst        | USA  | 3:08.22 |
| 24     | Rachel Harp        | USA  | 3:10.17 |
| 25     | Melissa Henderson  | USA  | 3:10.34 |

1972 ·
1973 ·
1974  ·
1975 ·
1976 ·
1977 ·
1978 ·
1979 ·
1980 ·
1981 ·
1982 ·
1983 ·
1984 ·
1985 ·
1986 ·
1987 ·
1988 ·
1989 ·
1990 ·
1991 ·
1992 ·
1993 ·
1994 ·
1995 ·
1996 ·
1997 ·
1998 ·
1999 ·
2000 ·
2001 ·
2002 ·
2003 ·
2004 ·
2005 ·
2006 ·
2007 ·
2008 ·
2009 ·
2010 ·
2011 ·
2012 ·
2013 ·
2014 ·
2015 ·
2016 ·
2017